# هفته دفاع مقدس

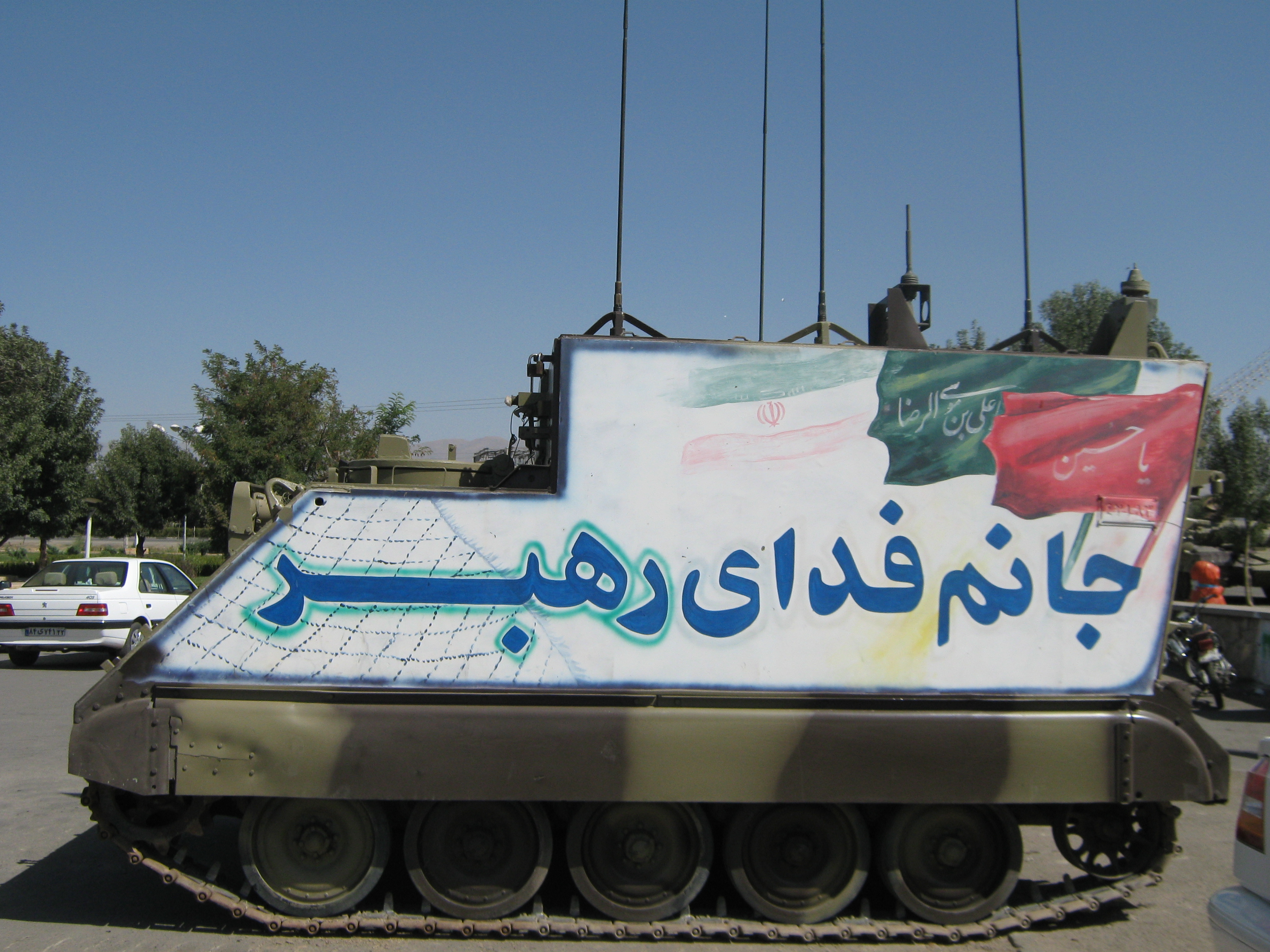
در این هفته، قدرت نظامی ایران به رخ جهانیان کشیده میشود

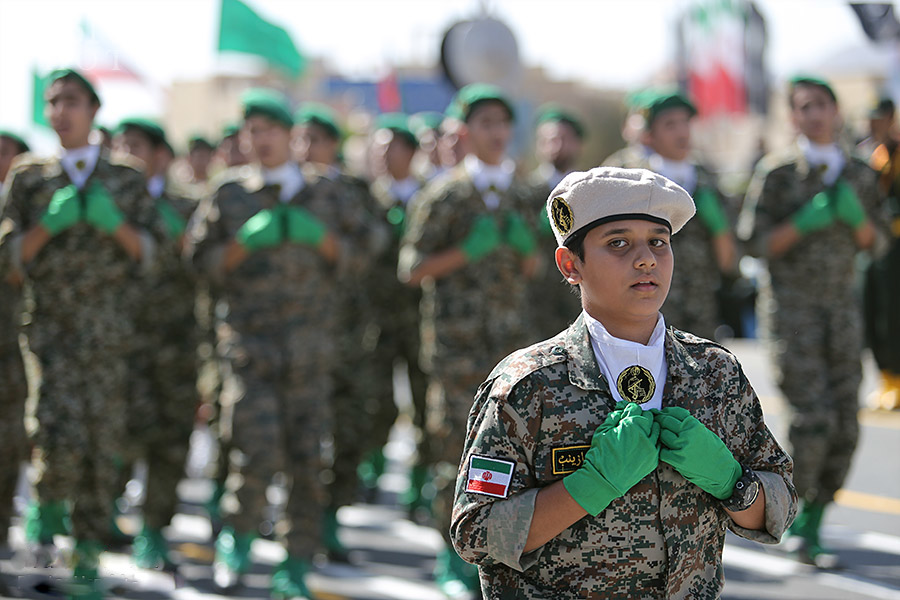
تصاویری از رژه نظامی در هفته دفاع مقدس

هفته دفاع مقدس در تقویم جمهوری اسلامی ایران به هفته آغازین جنگ ایران و عراق گفته می‌شود و از ۳۱ شهریور تا ۶ مهر ادامه دارد. در تاریخ ۳۱ شهريور ۱۳۵۹ رژيم بعثی عراق با برنامه‌ریزی قبلی و به منظور برانداختن نظام تازه تاسیس شدۀ جمهوری اسلامی ایران، جنگ وسیعی را عليه ايران شروع نمود. رييس جمهور عراق که در آن زمان صدام حسین بود، با حاضر شدن در مقابل دوربين‌های تلويزيونیِ عراق، قرارداد ۱۹۷۵ الجزاير را پاره کرد، و شروع تجاوز رژيم بعثی عراق به خاک جمهوری اسلامی ايران را اعلان نمود.
در طی دوران جنگ بین ایران-عراق، سید روح‌الله خمینی بعنوان رهبر و «فرمانده کلِ قوای جمهوری اسلامی ایران» و سِمَت «فرماندهی عالی جنگ» (از سوی ایران)، تشخیص و هدایت راهبردی آنرا بر عهده‌ دارد و طی آن مدت با استفاده از روش‌ها و تدابیر خاصِ خود، ۸ سال جنگ را رهبری نمود. از جمله اقدامات سید روح‌الله خمینی در دوران جنگِ ایران و عراق، بسیج همگانی و سازمان‌دهی مردم ایران و نیروهای مسلح، توسعه دادن تشکیلات نظامی، بوجود آوردن هماهنگی و انسجام مابِین نیروهای مسلح، ایجاد هماهنگی و استفاده از امکانات پشت جبهه، رویارویی با عوامل بازدارنده‌ی داخلی و تبلیغات دشمن (رژیم بعثی عراق)، تفویض بعضی از اختیارات و ترغیب نمودن به جنگ بود.
این هفته در زمان جنگ به هفته جنگ یا هفته جنگ تحمیلی معروف بود و بعدها به هفته دفاع مقدس تغییر نام یافت.

هفته دفاع مقدس هر ساله با برپایی مراسمات مختلفی (در پایگاه‌ها و حوزه‌های بسیج و دیگر سازمانهای مردمی یا دولتی برپا می‌گردد. همچنین، شعارهای مختلفی هرساله برای این هفته (دفاع مقدس) نامگذاری می‌شود. امسال هفته دفاع مقدس «من انقلابی ام» و نام‌های دیگر.

## نگارخانه

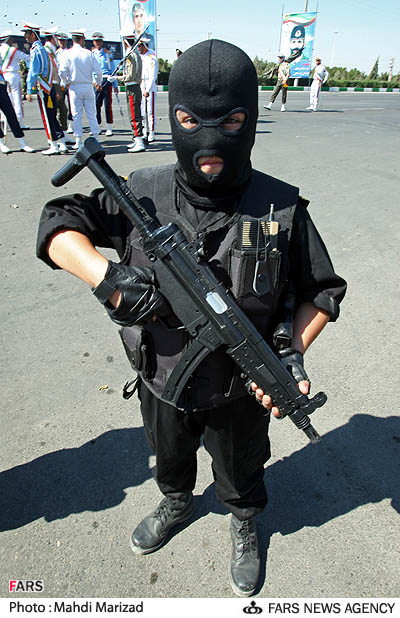
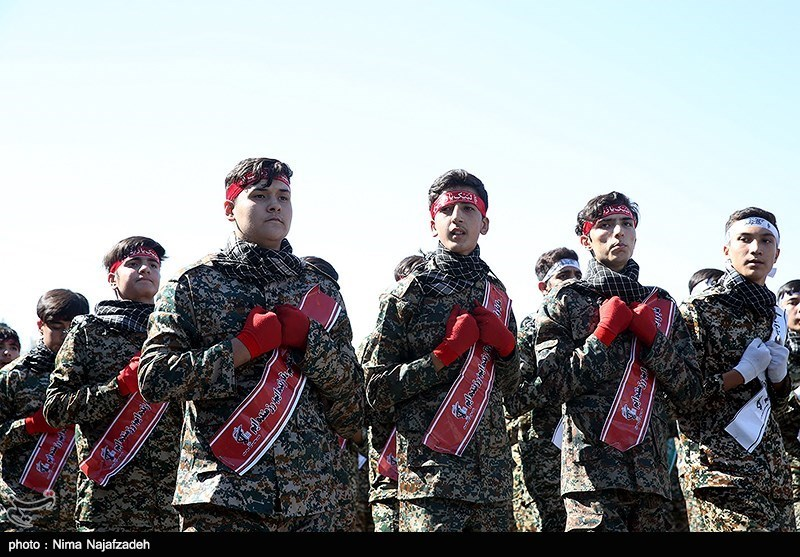
رژه سربازان نوجوان
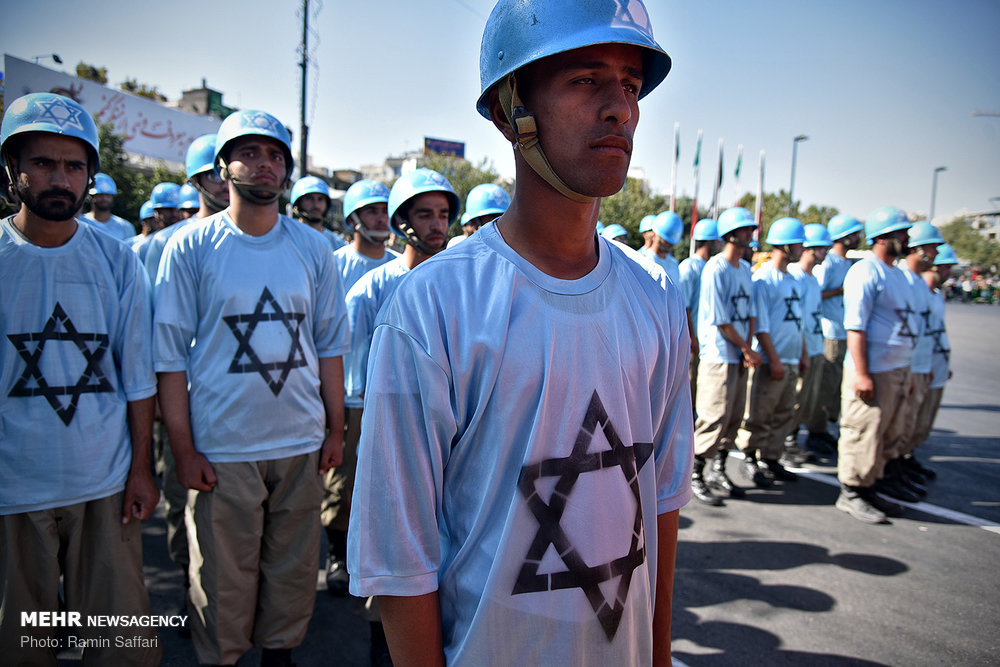
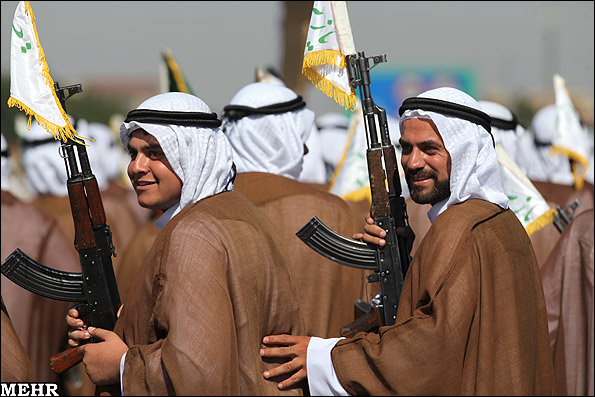
سربازان هفته دفاع مقدس با لباس عربی
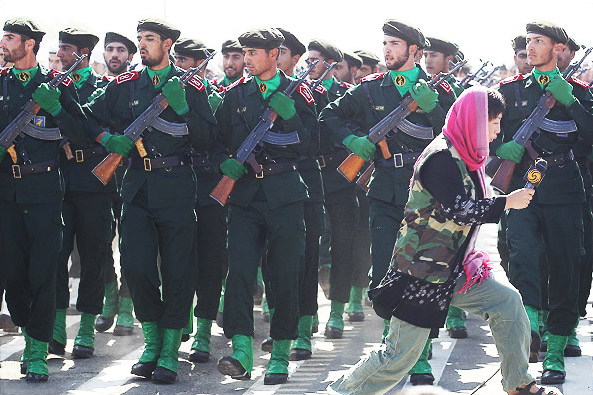
گزارشگر خارجی میان سربازان
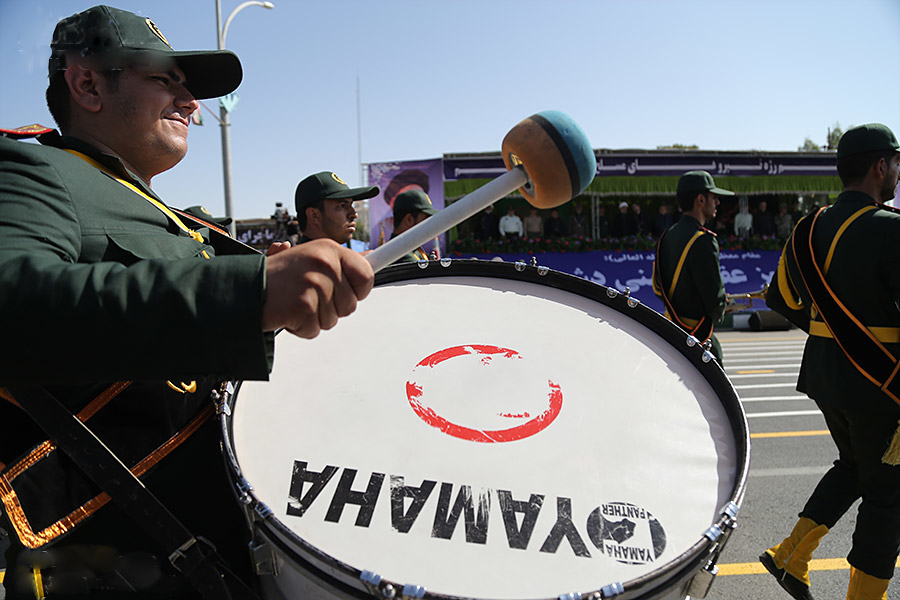
استفاده از برند ژاپنی یاماها در هفته دفاع مقدس
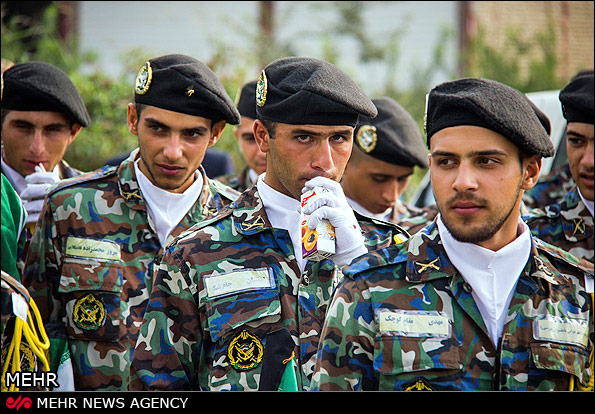
سربازهای هفته دفاع مقدس در شهریور ۱۳۹۲